# Johannes Kühn (Schriftsteller)

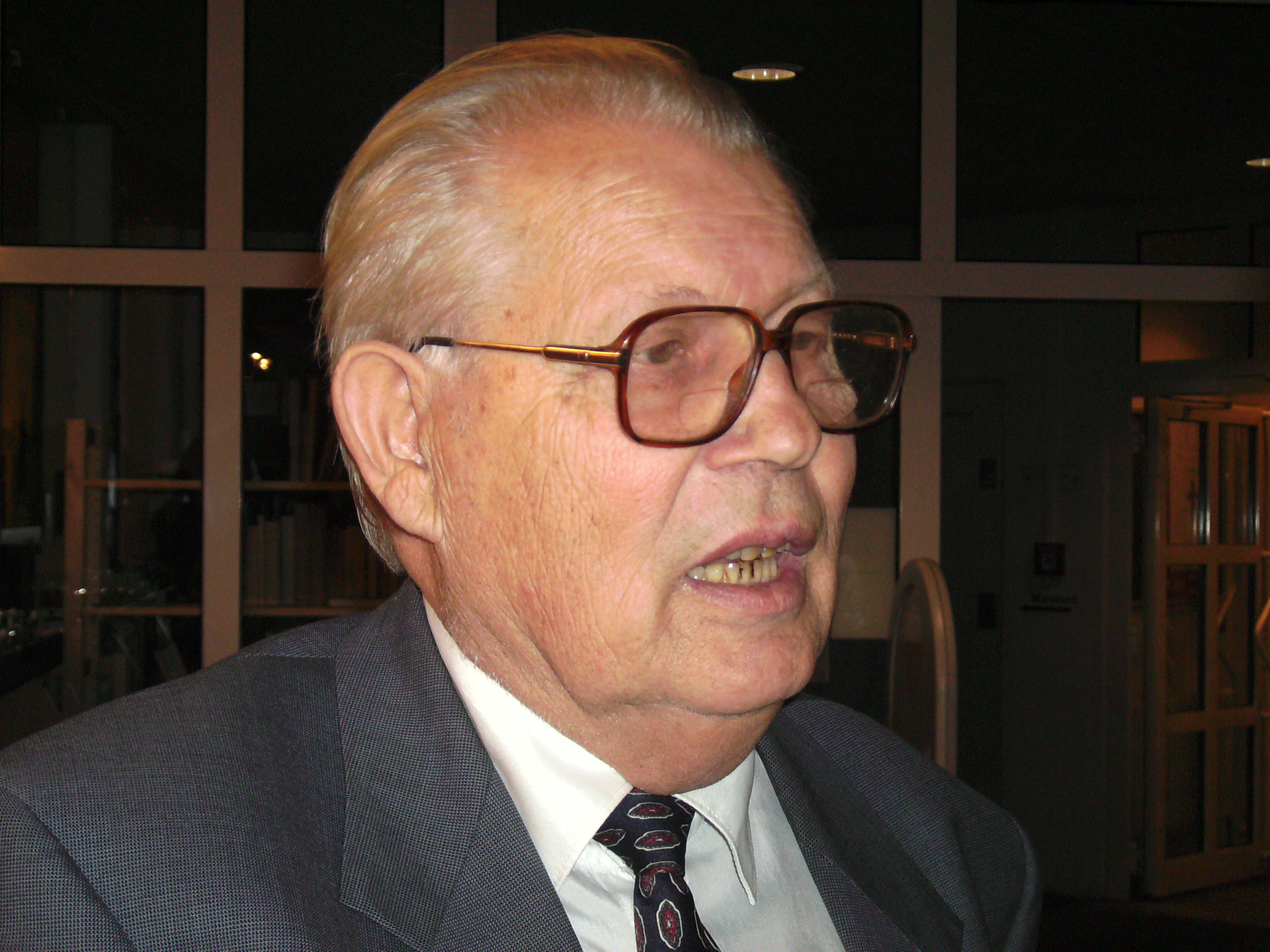
Johannes Kühn (2008)

Johannes Kühn (* 3. Februar 1934 in Bergweiler, Saargebiet; † 3. Oktober 2023 in Hasborn-Dautweiler) war ein deutscher Schriftsteller, der insbesondere als Lyriker bekannt wurde.

## Leben
Als Sohn einer Bergarbeiterfamilie wuchs Kühn mit acht Geschwistern in Hasborn auf, wo er bis zu seinem Tod lebte. Ab 1948 besuchte er die Missionsschule der Steyler Missionare in St. Wendel, die er 1953 aufgrund einer langwierigen Krankheit ohne Abitur verließ. Da die finanziellen Mittel fehlten, den Abschluss auf dem zweiten Bildungsweg nachzuholen, hörte er von 1956 bis 1961 Germanistik als Gasthörer an den Universitäten von Saarbrücken und Freiburg im Breisgau. Daneben besuchte er von 1955 bis 1958 die Schauspielschule in Saarbrücken.
Von 1963 bis 1973 arbeitete er als Hilfsarbeiter in der Tiefbaufirma seines Bruders. Nebenbei schrieb er Dramen, Gedichte und Märchen, denen eine größere Resonanz jedoch zunächst verwehrt blieb.
In den folgenden Jahren wanderte Kühn durch seine Heimat und hielt seine Eindrücke in Arbeiter- und Naturgedichten fest, die erste überregionale Beachtung fanden. Dennoch stellte er zu Beginn der 1980er Jahre das Veröffentlichen seiner Gedichte nach und nach ein. Dem hartnäckigen Bemühen des befreundeten Ehepaares Irmgard und Benno Rech und des saarländischen Schriftstellers Ludwig Harig ist es zu verdanken, dass in dieser Zeit das dichterische Werk Kühns aufgearbeitet und zumindest stückweise herausgegeben wurde. Die Ausgaben seiner Gedichte in den späten 1980er Jahren lösten ein breites positives Echo aus. Kühns Leben ist porträtiert in dem 2018 entstandenen Film Papier, Stift, Kaffee und Zigarren – Der Dichter Johannes Kühn von Gabi Heleen Bollinger.

## Werke

### Gedichte
- Vieles will Klang, immer wieder. Martin Verlag, Buxheim an der Iller 1957, DNB 452623693.
- Saarländische Anthologie. West-Ost-Verlag, Saarbrücken 1958, DNB 450095746 (darin Gedichte u. a. von Johannes Kühn).
- Stimmen der Stille. Verlag Die Mitte, Saarbrücken 1970, DNB 457311339.
- Salzgeschmack. Verlag Die Mitte, Saarbrücken 1984, ISBN 3-921236-45-2.
- Ich Winkelgast. Hanser Verlag, München 1989, ISBN 3-446-15746-8.
- Am Fenster der Verheißungen. Ges. zur Förderung saarländischer Literatur, Tholey 1992
- Meine Wanderkreise. Verlag Die Mitte, Saarbrücken 1990, ISBN 3-921236-65-7.
- Blas aus die Sterne. Verlag U. Keicher, Warmbronn 1991, ISBN 3-924316-49-X.
- Gelehnt an Luft. Hanser Verlag, München 1992, ISBN 3-446-17208-4.
- Wenn die Hexe Flöte spielt. Verlag U. Keicher, Warmbronn 1994, ISBN 3-924316-75-9.
- Leuchtspur. Hanser Verlag, München 1995, ISBN 3-446-18091-5.
- Lerchenaufstieg. Verlag U. Keicher, Leonberg-Warmbronn 1996, ISBN 3-924316-89-9.
- Wasser genügt nicht. Gasthausgedichte. Hanser Verlag, München 1997, ISBN 3-446-18938-6.
- Hab ein Aug mit mir. edition photophil, Tholey-Hasborn 1998, ISBN 3-9804716-1-6.
- Em Guguck lauschdre. Gesamtausgabe der Mundartgedichte mit Holzschnitten von Heinrich Popp, Gollenstein-Verlag, Blieskastel 1999, ISBN 3-933389-08-9.
- Mit den Raben am Tisch. Hanser Verlag, München 2000, ISBN 3-446-19929-2.
- Gedichte. mit Lithographien von Markus Gramer, hrsg. von Günter Scharwath, Staden Verlag, Saarbrücken 2001, ISBN 3-935348-03-7.
- Nie verließ ich den Hügelring. Gollenstein-Verlag, Blieskastel 2002, ISBN 3-935731-18-3.
- Ich muß nicht reisen. Verlag U. Keicher, Warmbronn 2004, ISBN 3-932843-63-0.
- Gärten ohne Grenzen. Gollenstein-Verlag, Blieskastel 2004, ISBN 3-935731-61-2.
- Ganz ungetröstet bin ich nicht. Hanser, München 2007, ISBN 978-3-446-20930-5.
- Zu Ende ist die Schicht. Bergmannsgedichte. Gollenstein-Verlag, Saarbrücken 2013, ISBN 978-3-95633-015-5.
- Und hab am Gras mein Leben gemessen. Hanser Verlag, München 2014, ISBN 978-3-446-24475-7.
- Besitzlos, den Schmetterling feiernd. Retrospektive mit Zeichnungen von Heinrich Popp, Rubicon Verlag, München 2018, ISBN 978-3-9819578-0-8.
- Und schwebe ab in eine ganz andre Welt. Gedichte & Zeichnungen. herausgegeben von Francis Berrar und Christoph Wagner, Hirmer Verlag GmbH, München 2020, ISBN 978-3-7774-3516-9.

### Theaterstücke
- Die Totengruft, Theaterstück (1966)
- Kampf um die Möbel, Theaterstück (1968 in Neipel, Winterbach, Quierschied und Hasborn-Dautweiler aufgeführt)

### Prosa
- Zugvögel haben mir berichtet. Märchen. Joachim Hempel, Lebach 1988, ISBN 3-925192-34-4.
- Ein Ende zur rechten Zeit. Erzählung. Hanser Verlag, München 2004, ISBN 3-446-20459-8 (Nachwort von Wilhelm Genazino).

### Hörbuch
- Künstlerbegegnungen, Johannes Kühn liest aus seinem Werk, Christian Brembeck improvisiert an der Orgel, (CD, 2005, Gollenstein-Verlag, Blieskastel)

## Auszeichnungen
- Kunstpreis des Saarlandes (1988)
- Ehrengabe der Deutschen Schillerstiftung (1991)
- Horst-Bienek-Preis für Lyrik (1995)
- Christian-Wagner-Preis (1996)
- Stefan-Andres-Preis (1998)
- Hermann-Lenz-Preis (2000)
- Ehrenbürger von Tholey (2002)
- Friedrich-Hölderlin-Preis der Stadt Bad Homburg (2004)
- Verleihung des Professoren-Titels ehrenhalber durch die saarländische Landesregierung am 19. März 2004